# Stanisław Grzywaczewski
Stanisław Grzywaczewski (ur. 14 maja 1952 w Wirku, zm. 3 grudnia 2018 w Rudzie Śląskiej) – polski piłkarz, grający na pozycji pomocnika.

## Życiorys
Karierę zaczynał w rudzkim klubie Wawel Wirek. Grał w zespołach: reprezentacji Polski juniorów oraz młodzieżowej reprezentacji Polski. W latach 1969–1979 był zawodnikiem Szombierek Bytom, grających wówczas w I lidze (z wyjątkiem sezonu 1972/73). W tym okresie rozegrał 219 spotkań, zdobywając 36 bramek. W latach 1979–1982 reprezentował barwy GKS Katowice (31 spotkań, 2 bramki), a następnie grał w takich klubach jak: BKS Stal Bielsko-Biała (1982), ponownie Szombierki Bytom (1983) oraz Urania Ruda Śląska (1984).
Po zakończeniu kariery pełnił funkcję asystenta trenera Szombierek Bytom i wieloletniego kierownika pierwszej drużyny. Pracował również jako trener młodzieżowych zespołów: Grunwaldu Ruda Śląska oraz Gwiazdy Ruda Śląska.